# Cirsium subcoriaceum
Cirsium subcoriaceum ist eine Pflanzenart aus der Gattung der Kratzdisteln (Cirsium). Sie wächst als einjährige oder ausdauernde krautige Pflanze und kommt in den Gebirgen von Mexiko und Mittelamerika vor.

## Beschreibung

### Vegetative Merkmale
Cirsium subcoriaceum ist eine einjährige oder ausdauernde krautige Pflanze, die bis zu 4 m hoch wird. Die gelblich grüne bis kaffeebraune, aufrecht wachsende Hauptachse ist im oberen Teil stark verzweigt. Die Äste sind zuerst spinnwebig-filzig behaart, im Alter wird die Behaarung flockig. Die grundständigen Laubblätter sind gestielt, die Stängelblätter sitzend mit mehr oder weniger stängelumfassendem, nicht am Stängel herablaufendem Grund. Die Spreiten der Grundblätter und der unteren Stängelblätter werden 60 cm lang und 35 cm breit oder sogar noch größer. Sie sind im Umriss länglich-lanzettlich bis elliptisch geformt und tief fiederschnittig mit länglichen, grob gezähnten Lappen. Die Spreiten der obersten Laubblätter sind bis zu 25 cm lang und 6 cm breit und weniger tief geteilt. Die Blattzähne enden in kräftigen, 5–12 mm langen Dornen. Die Blattspreiten sind oberseits zunächst spinnwebig-filzig behaart und werden dann später rauhaarig oder etwas zottig-steifhaarig. Die Blattunterseiten sind meist mit einem dichten, weißlichen bis gräulichen spinnwebigen Filz besetzt.

### Generative Merkmale
Die korbförmigen Blütenstände stehen meist einzeln, gelegentlich auch zu zwei bis fünf mehr oder weniger nickend an den Enden der Zweige. Ihre annähernd glockige bis halbkugelige Hochblatthülle ist 4,5–6 cm hoch und 3–4(–7) cm breit. Die ungefähr (100–)200 Hüllblätter stehen in 8–19 Reihen. Die etwas zurückgebogenen äußeren Hüllblätter sind lanzettlich, an der Basis 4,5–5 mm breit und 25–30 mm lang. Am Rand sind sie kammförmig mit kleinen Dornen besetzt und verschmälern sich an der Spitze in einen 4–5 mm langen Dorn. Entlang der Ränder sind sie locker abstehend spinnwebig behaart und besitzen im Unterschied zum im selben Gebiet vorkommenden Cirsium mexicanum am Rücken keine klebrige Kante. Die aufrecht stehenden, an der Spitze orange-roten oder rötlich gelben inneren Hüllblätter sind linealisch, 40–60 mm lang und 1–3 mm breit. Der flache oder konvexe Korbboden hat einen Durchmesser von (1–)2–3 cm und bietet Platz für (50–)100–400 Blüten.

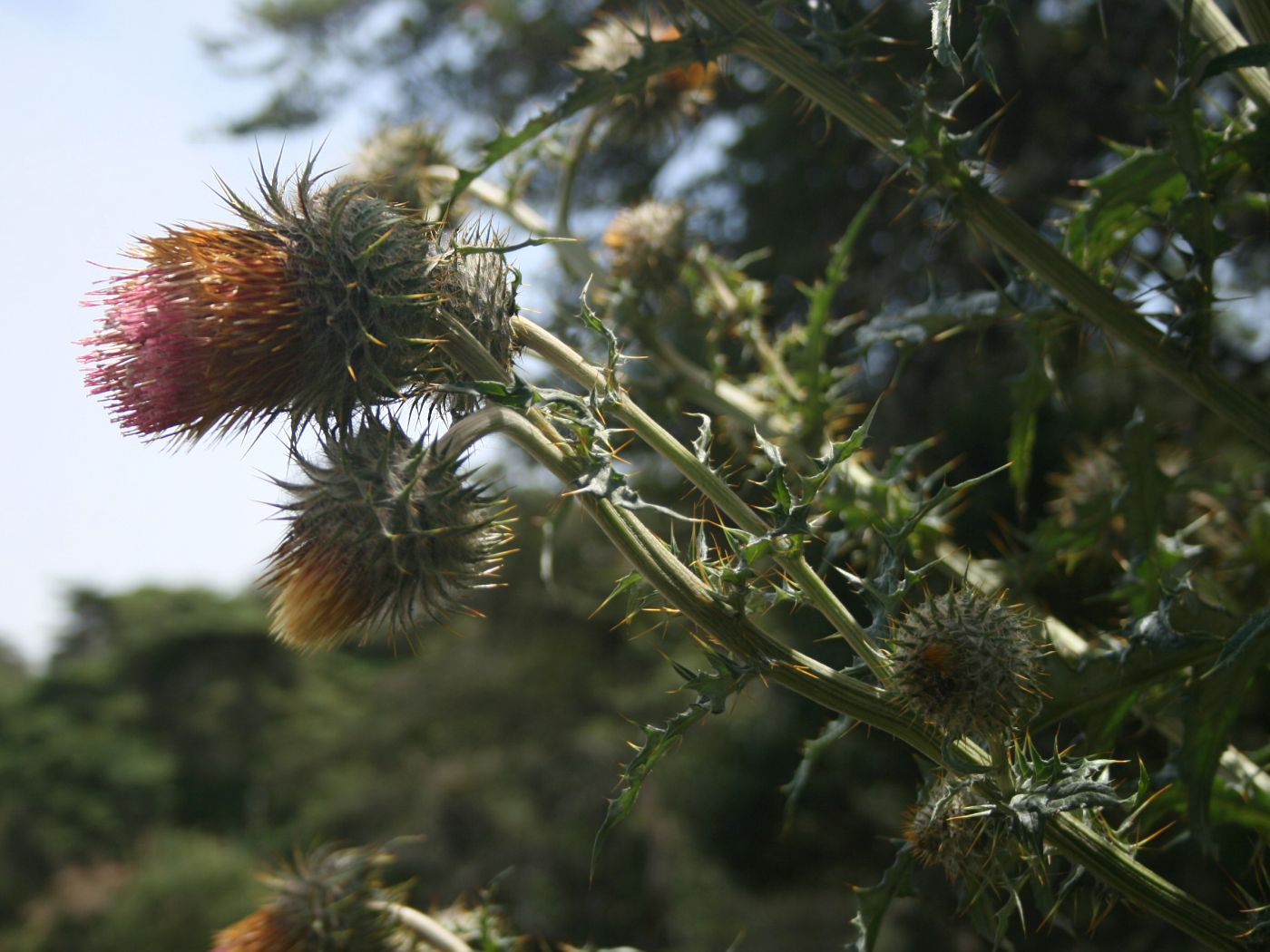
Blütenkörbe von Cirsium subcoriaceum

Die rosa-purpurn oder gelblich-weiß gefärbten Blütenkronen sind 40–60 mm lang. Der Kronsaum ist fast bis zur Basis in fünf 15–30 mm lange Zipfel geteilt und deutlich länger als die 17–28 mm lange Kronröhre. Die rosa bis gelb gefärbten Staubbeutel sind 10–17 mm lang, die Staubfäden sind flaumig behaart. Der Griffel ist 53–65 mm lang, überragt die Staubblattröhre um bis zu 5 mm und hat zwei 2–2,5 mm lange Griffeläste.
Die länglichen, flachgedrückten Achänen sind glänzend dunkelbraun, 5–8 mm lang und haben etwa 2 mm Durchmesser. Die schmutzig-weißen gefiederten Pappushaare sind 20–35 mm lang und von unterschiedlicher Länge.
Die Pflanze blüht und fruchtet von Jänner bis März, seltener auch zu anderen Jahreszeiten.

### Chromosomen
Cirsium subcoriaceum hat einen diploiden Chromosomensatz mit 2n = 34.

## Verbreitung und Lebensraum
Die Art ist vom zentralen Hochland Mexikos bis zum Vulkan Barú im Westen von Panama verbreitet. Kleinere Areallücken weist Cirsium subcoriaceum in denjenigen Gebieten auf, wo die Hochländer durch tiefer gelegene Regionen unterbrochen sind, also im Bereich des Isthmus von Tehuantepec und im zentralen und südlichen Nicaragua. Cirsium subcoriaceum ist vor allem in Höhenlagen zwischen 1500 und 3500 m Seehöhe zu finden. Vorkommen in tiefen Lagen unter 900 m Seehöhe sind sehr selten.
Die Art wächst in Guatemala an feuchten bis nassen Standorten in offenem Gelände, in Dickichten und lichten Wäldern und gelegentlich auch in Kiefern-, Eichen-, Zypressen- und Erlenwäldern. Am Nordrand ihres Areals in Mexiko wird sie für feuchte Eichenwälder, denen manchmal auch Kiefern und Tannen beigemischt sind, angegeben.

## Ökologie
Der flugunfähige Bockkäfer Apteralcidion lapierrei, die einzige Art ihrer Gattung, kommt in den Gebirgen von Costa Rica und Panama auf Cirsium subcoriaceum vor. Die Larven dieses kleinen Käfers fressen offenbar in den hohlen Stängeln dieser Distel.

## Taxonomie
Die Art wurde von Christian Friedrich Lessing im Jahr 1830  als Carduus subcoriaceus beschrieben. 1856 wurde sie dann von Carl Heinrich Schultz zur Gattung Cirsium gestellt. Der Typusfundort ist der Berg Macuiltépec in der Stadt Xalapa im mexikanischen Bundesstaat Veracruz. Cirsium heterolepis Benth., Cirsium maximum Benth., Cirsium pinnatisectum (Klatt) Petr. (= Cnicus pinnatisectus Klatt) und Cirsium platycephalum Benth. sind Synonyme.

## Etymologie
Das Artepitheton subcoriaceum leitet sich von lat. coriaceus (aus Leder, ledrig) ab, das sich wiederum von lat. corium (Leder) herleitet, und bedeutet schwach ledrig. Es bezieht sich offenbar auf die Blätter, die in der lateinischen Erstbeschreibung als schwach ledrig (foliis … subcoriaceis) bezeichnet wurden. Der Gattungsname Cirsium leitet sich vom lateinischen cirsion bzw. vom altgriechischen κίρσιον (kírsion) ab, beides Bezeichnungen aus dem 1. Jahrhundert für eine distelartige Pflanze.

## Nutzung
Cirsium subcoriaceum wird in Mexiko in der Volksmedizin unter anderem gegen rheumatische Beschwerden verwendet. Die Pflanze enthält das Flavonoid Pectolinarin. Sowohl diese Substanz als auch ein wässriger Extrakt aus den oberirdischen Teilen der Pflanze, der diese enthält, haben bei einem Test an Mäusen und Ratten eine schmerzstillende und entzündungshemmende Wirkung gezeigt.

## Gefährdung
Die Vorkommen in den mexikanischen Bundesstaaten Guanajuato und Querétaro gelten infolge ihrer Seltenheit als gefährdet.